# 角塚古墳

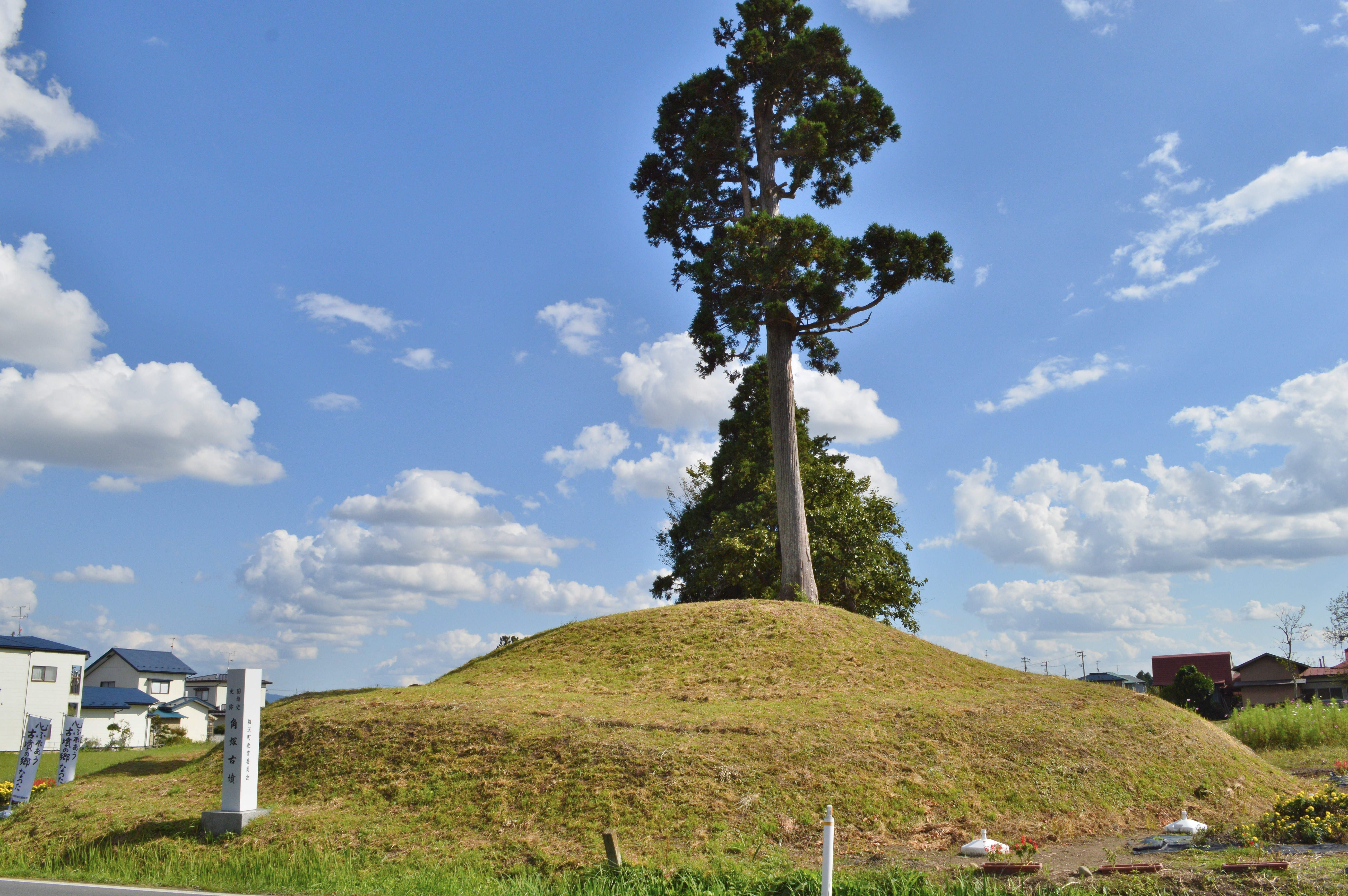
後圓部分

角塚古墳（日语：／ Tsunodukakofun）是位於日本岩手縣奧州市膽澤南都田的一座前方後圓墳，為日本國史跡，通稱「塚之山」或「一本杉」，是岩手縣唯一的前方後圓墳，曾經是日本最北的古墳。

## 概要
古墳建於北上川中流，北上盆地較南方向，與從西面合流的膽澤川形成的膽澤扇狀地，高約76米的低位段丘上。墓室結構不明，從出土埴輪等推測建於古墳時代末期（約5世紀末至6世紀初）。
古墳是岩手縣內唯一並非末期古墳，加上古墳以南至宮城縣北部大崎地方（約70公里南）的範圍內均未有發現前方後圓墳的存在，因此其獨特性也受到觸目。古墳西北面兩公里處有一同時期的大集落中半入遺跡，其出土文物物與宮城縣域和久慈地域等地有關連，古墳也同樣被認為與此有關。
1930年代，當地研究人士從古墳發現了埴輪，1940年代開始廣為人知。1947年，古墳確認為前方後圓墳，同時是當時最北端的前方後圓墳而受到注目。1957年，古墳指定為岩手縣指定史跡。1970年代，在計劃推行圃場整備時，膽澤町教育委員會接報後，在1974年和1975年進行了測量和範圍確認調查。1974年時的調查發現了埴輪和葺石。其後，古墳憑其位處日本最北端的獨特性，在1985年指定為日本國史跡。

## 規模
- 墳丘長：43-45米
- 後圓部分，兩層。
  - 直徑：約28米
  - 高：約4米
- 前方部分
  - 北面闊：約10米
  - 南面闊：約15米
  - 高：約1.5米

現在殘存的墳丘已經遭到大幅破壞，與原本相同的部分不多。後圓部分為2層，後人在該處種了一棵杉樹。前方部分朝南，與後圓部分相比較為短小。
後圓部分的周壕闊約10米，前方部分則是3米左右，全體呈馬蹄型。
墓室推測位於墳頂部的平面之下，但是並無實證。

## 出土文物
除了葺石和埴輪以外，出土文物大半是埴輪碎片。前方部分出土了人物、動物和器材等的形象埴輪，後圓部分的周濠中則出土了圓筒埴輪。這些埴輪推測製作於5世紀後半。這批出土文物是在膽澤鄉土資料館（膽澤文化創造中心內）展示。

## 傳說
當地流傳了一個有關古墳的傳說，說道當地有一名為高山掃部的老人，其妻是貪得無厭之人，並且化身成大蛇。大蛇讓農民苦不堪言，村民從松浦之國買來一名為小夜姬的女子，決定以其為貢品，獻給大蛇。大蛇出現時，小夜姬誦讀經文，並且將它扔向大蛇，大蛇便變回原來的樣貌，而大蛇的角則埋在角塚古墳。由於有此傳說，流傳對古墳出手的話便會受到咀咒，這也是墳丘能夠維持至今的要因。

## 文物

### 日本國史跡
- 角塚古墳，1985年3月22日指定[3]。

### 岩手縣指定文物
- 有形文化財
  - 角塚古墳出土埴輪（考古資料），1990年8月28日指定[4]。

## 外部連結
- - 國指定文化財等數據庫（日語）
- 角塚古墳